# Constitución dominicana de 1844
La Constitución Dominicana de el 1844 . Primeros números o Constitución de San Cristóbal fue promulgada por el Congreso de la República Dominicana reunido en San Cristóbal el 6 de noviembre de 1844. Se le ha otorgado una gran importancia histórica por tratarse de la primera Constitución promulgada en la República Dominicana.
Oficialmente estuvo en vigor por 10 años, desde su promulgación hasta su modificación el 24 de febrero de 1854, tras la supresión del artículo 210 que limitaba al poder Ejecutivo y ampliaba los poderes del Congreso y la Suprema Corte. Posteriormente se le volvió a aplicar una modificación. El 19 de febrero de 1858 se proclamó la Constitución de Moca.

El Primer Artículo de la Constitución consagra al recién nacido estado como una nación libre, independiente y soberana, bajo un gobierno esencialmente civil, republicano, popular, representativo, electivo y responsable y establecía que la soberanía reside en la universalidad de los ciudadanos, y se ejerce por tres poderes delegados.

## Historia
En julio del 1844 el General Pedro Santana se convirtió, a la fuerza, presidente de la Junta Central Gubernativa. El día 24 de ese mismo mes, la Junta dictó un decreto, muy similar a una ley electoral actual, en el cual se convoca a las Asambleas Electorales en cada pueblo a fin de elegir los representantes de la Asamblea Constituyente, a los cuales se les otorgó el título de diputados, que habría de redactar la nueva Constitución de la República Dominicana.
Las principales obligaciones del Congreso Constituyente eran de redactar el Pacto Fundamental de la República Dominicana y elegir el primer Ejecutivo, para que iniciase sus labores el 20 de septiembre.
Cuando fueron elegidos los diputados constituyentes se decidió, por consejo del cónsul francés Eustache Juchereau de Saint-Denys, para la ciudad de San Cristóbal el 21 de septiembre de 1844; El consejo del cónsul se originó a fin de dejar a los diputados "toda la libertad de opinión, de acción y de sustraerlos a la influencia perniciosa del espíritu de partido".
El 26 del mismo mes los constituyentes comenzaron a sesionar después del recordado y extenso discurso de Tomás Bobadilla.
Como representante del organismo que dirigía los destinos de la joven nación, tenía dos principales objetivos: reconocer y otorgar a la Asamblea sus facultades propias de un Congreso Nacional Ordinario, debido a que el discurso de Bobadilla era prácticamente un informe de las principales actividades del Poder Ejecutivo desde la declaración de independencia; y el otro, recordarle a los diputados cuales eran las ideas políticas del momento para que pudiesen sacar sus propias conclusiones.

### El fallido proyecto de empréstito
Mientras el congreso debatía su reglamento interior y parte del proyecto constitucional, se produjo la primera decisión legislativa, la Junta había sometido a los constituyentes un proyecto de empréstito para que, actuando como Congreso ordinario lo conocieran y decidir su aprobación o rechazo.
Los arreglos de la operación financiera habían sido hechos entre el súbdito inglés Herman Hendrik “vecino de la ciudad de Londres” y tres representantes nombrados por la Junta, la cantidad acordada eran 1, 500,000 libras esterlinas, que se pagarían en un proceso de 30 años al 5% de interés anual; el Congreso rechazo inmediatamente dicha propuesta debido a que la consideraban demasiado usuraria y un daño grave y perjudicial a la economía del joven país.
El proyecto enviado por la Junta fue rechazado a unanimidad. Promovido por Santana este nunca pensó en la posibilidad de un rechazo y al saber la decisión del congreso su descontento se manifestó mediante un decreto de la Junta Central Gubernativa, en el cual se le daba facultades de enjuiciar a los legisladores por el crimen de “traición a la patria”, los términos se les fueron comunicados a los legisladores, advirtiéndoles que el organismo que ejercía el poder ejecutivo,
... asumía en sí todos los poderes hasta que fuera sancionada la Constitución y que, por consiguiente, la Asamblea debía limitarse a sólo la formación del Pacto Fundamental del Estado, haciéndola responsable de los perjuicios que pudieran resultar a la Nación si persistía en sus propósitos.
La actitud de la Junta y la situación de alarma de los constituyentes llevó al diputado por Azua, Buenaventura Báez, a plantear una moción la cual recogía una cuestión vital, la inmunidad legislativa, con la aprobación de la Asamblea, dio origen a una declaración así la inviolabilidad de los miembros del Congreso Constituyente.
De allí en adelante los constituyentes pusieron gran cuidado en redactar una Carta que restringiera las facultades del Poder.

### El camino hacia la Carta Magna
Una comisión integrada por Vicente Mancebo, Buenaventura Báez, Manuel María Valencia, Tomás Bobadilla, Julián de Aponte y Andrés Rosón, preparó el programa de la Constitución , Juan Pablo Duarte Diez, Francisco del Rosario Sánchez , Ramos Matías mella castillo.
El proyecto aprobado estableció el Gobierno esencialmente civil, republicano, popular, representativo, electivo y responsable; mantuvo como límites de la República los de la antigua colonia de Santo Domingo, dejando así sentado el desconocimiento de la ocupación mantenida por los haitianos en los pueblos de San Miguel de la Atalaya, San Rafael, Hinca y Las Caobas, para cuya representación el Congreso decidió elegir diputados; concedió amplias facilidades para la inmigración, y estableció como sistema electoral el del voto indirecto.
Estableció el principio que el Poder Legislativo es el representante de la soberanía nacional, y colocó al Poder Judicial en posición independiente, mientras que al Ejecutivo lo sujetó a normas.

### Pedro Santanay el artículo 210
Santana y sus asesores mostraron su inconformidad con respecto al proyecto ya que consideraban que este dejaba prácticamente sin facultades al Presidente tomando en cuenta que la soberanía del país se encontraba en juego. El General Santana se negó a ser nombrado presidente si las mejoras de lugar no se aplicaban a la constitución, sosteniendo que el Poder político dominicano no debía ser civil sino militar a raíz del estado de guerra.
En el Congreso Constituyente se negaron a aceptar las propuestas hechas por Santana lo que desencadenó una crisis política que se escenificó con la gran tensión existente entre la Asamblea y la Junta Central Gubernativa, siendo tal el caso que se llegó a movilizar tropas hasta la ciudad de San Cristóbal.
La crisis vio su fin cuando, por coacciones de Tomás Bobadilla, se estableció en el texto constitucional el que sería su artículo 210 y decía lo siguiente:
Durante la guerra actual y mientras no esté firmada la paz, el Presidente de la República puede libremente organizar el ejército y la armada, movilizar las guardias nacionales y tomar todas las medidas que crea oportunas para la defensa y la seguridad de la Nación; pudiendo en consecuencia, dar todas las órdenes, providencias y decretos que convengan, sin estar sujeto a responsabilidad alguna.
Sin más objeciones por parte de Santana o la Junta, la constitución fue promulgada el 6 de noviembre de 1844.

## Estructura de la constitución

### Preámbulo
EN EL NOMBRE DE DIOS UNO Y TRINO, AUTOR Y SUPREMO LEGISLADOR DEL UNIVERSO
Los Diputados de los pueblos de la antigua parte Española de la Isla de Santo Domingo, reunidos en Congreso Constituyente Soberano, cumpliendo con los deseos de sus comitentes, que han jurado no deponer las armas hasta no consolidar su independencia política, fijar las bases fundamentales de su gobierno, y afianzar los imprescriptibles derechos de seguridad, propiedad, libertad e igualdad, han ordenado y decretan la siguiente

### Parte dogmática

#### Título I,De la Nación. (Art. 1)
El primer artículo menciona por primera vez la palabra dominicanos, y declara que la nación será el resultado de la unión de estos, que deberá ser libre, independiente y soberana, bajo un gobierno esencialmente civil, republicano, popular, representativo, electivo y responsable.

#### Título II,Del Territorio (Art. 2-6)
El territorio estatal quedó consagrado como la Parte Española de la Isla de Santo Domingo por los límites fronterizos de 1793, que fueron los establecidos por Francia y España en 1777 mediante el Tratado de Aranjuez (1793), además se incorporaban todas las Islas adyacentes. 
El ordenamiento territorial interno fue también establecido con cinco provincias (Compostela de Azua, Santo Domingo, Santa Cruz del Seíbo, la Concepción de la Vega y Santiago de los Caballeros), la capital del país y sede del gobierno fue fijada en la ciudad de Santo Domingo.
Hasta entonces no se había  nombrado la nación como REPÚBLICA DOMINICANA en el texto de la Primera Constitución.

#### Título III,De los dominicanos y sus Derechos (Art. 7-38)

##### Capítulo I, De los dominicanos  (Art. 7-13)
La Constitución da la nacionalidad a cuatro clases de personas, básicamente la media de la población en ese momento: Todos los individuos que al momento de la publicación de la presente Constitución, gosen de esta cualidad; Todos los que nacidos en el territorio de la República Dominicana de padres dominicanos, y habiendo emigrado vuelvan a fijar su residencia en ella; Todos los españoles dominicanos y sus descendientes que habiendo emigrado en 1844, no han tomado las armas contra la República Dominicana, ni la han hostilizado en modo alguno, y que vuelvan a fijar su residencia en ella; Todos los descendientes de oriundos de la parte Española nacidos en países extranjeros que vengan a fijar su residencia en la República.
También hace posible a los extranjeros adquirir la nacionalidad dominicana si adquirieran bienes o un establecimiento de agricultura a título de propietarios. Dichos extranjeros no podían gozar de la nacionalidad sino hasta después de 6 años a menos que se casaran con una ciudadana dominicana o sus bienes raíces ascendieses a los 12 mil pesos. 
Al artículo 12 consideraba aquellos naturalizados haitianos que no lucharon por la independencia por la causa independentista serán considerados extranjeros. En artículo 13 se establece, de manera primitiva la migración, dándosele trato preferencial a los que profesen algún arte, ciencia o industria útil y prohíbe la entrada de los extranjeros pertenecientes a una nación amiga o enemiga.

##### Capítulo II, Derechos Públicos de los Dominicanos (Art. 14-38)
- Art. 14 - Abolición de la Esclavitud
- Art. 15. – Establecimiento del Principio de Legalidad.
- Art. 16. - Derecho a la libertad individual.
- Art. 17. – Prohibición de la detención.
- Art. 18. - Introducción, por primera vez, del Habeas corpus.
- Art. 19. – Derecho a un Juicio.
- Art. 20. – Prohibición de la confiscación de bienes de manera arbitraria.
- Art. 21. – Derecho a la propiedad.
- Art. 22. – Derecho a la vivienda.
- Art. 23. – Derecho a la Imprenta, Libertad de expresión y difusión de prensa.
- Art. 24. – Igualdad legal para toda la nación.
- Art. 25. – Derecho a ser indultado por el Poder Legislativo.
- Art. 26. – Servicio militar obligatorio en caso de guerra.
- Art. 27. – Derecho a no auto incriminarse.
- Art. 28. – Derecho a la privacidad en la correspondencia.
- Art. 29. – Derecho a la Educación.
- Art. 30 y 31. - Derecho de Asociación.
- Art. 32. – Derecho a la formación de Partidos (sociedades patrióticas)
- Art. 33. – Derecho a denunciar a funcionarios públicos.
- Art. 34. – Irretroactividad de la Ley.
- Art. 35. – Supremacía de la Constitución.
- Art. 36 y 37. – Derecho a presentar peticiones ante el presidente o el Congreso.
- Art. 38. – Establecimiento de un Estado confesional católico.

### Parte orgánica

#### Título IV,De La Soberanía Y Del Ejercicio De Los Poderes Que De Ella Emanan (Art. 39-139)

##### Capítulo I, De La Soberanía (Art. 39-45)
Se concedió la soberanía a la universalidad de los ciudadanos, se establecieron los 3 poderes del estado y se nombraron todos los niveles del sistema judicial 

##### Capítulo II, Del Poder Legislativo (Art. 46-94)
El Capítulo II del IV Título de la Constitución de San Cristóbal declara el establecimiento del poder legislativo del Gobierno de la República Dominicana, representado por el Congreso, que incluye un Tribunado y un Consejo Conservador. El mismo capítulo establece el método de elección y los requisitos de los miembros de cada cámara. Además, expone el procedimiento legislativo y enumera las atribuciones concedidas al poder legislativo. Por último, establece las atribuciones al Congreso Nacional, en la reunión de ambas cámaras.:v

##### Capítulo III, Del Poder Ejecutivo (Art. 95-119)
El Capítulo III crea el poder ejecutivo del Gobierno dominicano, el cual está formado por el presidente y otros funcionarios principales.

##### Capítulo IV, Del Poder Judicial (Art. 120-139)
El Capítulo IV describe el sistema judicial (poder judicial), incluyendo el Corte Suprema de la República Dominicana. El artículo requiere que haya una Corte Supremo. El Capítulo, crea cortes inferiores, cuyos juicios y órdenes pueden ser revisados por el Tribunal Supremo de la vida de los que se ha dicho que no se puede hacer nada por el orden normativo como por razones éticas frente al mar y el impacto de los mejores momentos son cortos de los mejores momentos son cortos de los que se aplicó la misma que no te lo juro por mi culpa en el que se ha dicho nada de más que un día después de más de un sentido del a los que se me ha aplicó para el activar el modo servicio a la los mejores momentos del de son de los mejores que el que no se ha puede me ha gustado acusado de a poco se van va por el ti mismo y el ejército del y el que ejército impacto de la vida tarde o temprano se te ocurra lo algo de la tarde vida mañana en la el día de hoy ayer con la misma manera persona más feliz que del de la misma manera de fortalecer la ley la el mundo y no se me ocurre nada mejor para ti vos y yo tu tren de y de la mañana vida misma es un juego de los mejores de momentos juegos de mesa la que se aplicó para activar prácticamente activar mi cuenta y de repente se traba y mucho menos que de verdad y que no se puede ser hacer decir que la gente se ha convertido en el un poco de la misma manera persona.

#### Título Adicional.
Se encomendó al congreso la creación de las siguientes leyes en la primera sesión:
- Primera: Sobre elecciones.
- Segunda: Sobre 1a Hacienda Pública.
- Tercera: Sobre la responsabilidad de los Ministros, y demás agentes del Poder Ejecutivo.
- Cuarta: Sobre la organización judicial.
- Quinta: Sobre la administración Municipal, de Provincias y Comunes.
- Sexta: Sobre la libertad de imprenta.
- Séptima: Sobre la Instrucción Pública.
- Octava: Sobre el Código Penal Militar.
- Nona: Sobre la organización de la Guardia Cívica.
- Décima: Sobre la total extinción de tributos, capellanías, vinculaciones y demás censos perpetuos, bajo cualquiera denominación que se hallen instituidos.